# Partito Comunista del Nepal (unito)
Il Partito Comunista del Nepal (unito) è stato un partito comunista nepalese.
Inizialmente, il PCN(u) fu fondato nel 1991 dall'unione del Partito Comunista del Nepal (Krishna Raj Burma), del Partito Comunista del Nepal (democratico) e del Partito Comunista del Nepal (Tulsi Lal Amatya). Il primo segretario generale fu Bishnu Bahadur Manandhar.
Il PCN(u) costituì un'organizzazione giovanile, la Federazione Giovanile Nazionale del Nepal, e una sindacale, la Federazione Sindacale del Nepal.
Nel 2005, a seguito del colpo di Stato di Gyanendra e dell'arresto di Manandhar, il PCN(u) si unì al Partito Comunista del Nepal (marxista) per formare il Partito Comunista del Nepal (marxista unito).
Nel 2007, tuttavia, una fazione guidata da Ganesh Shah abbandonò il PCN(um) e ricostituì il Partito Comunista del Nepal (unito), con Shah stesso come segretario e Chandra Dev Joshi come presidente.
Nelle elezioni parlamentari del 2008 ha ottenuto l'1,4% dei voti con cinque seggi, fra cui Sunil Babu Pant, il primo deputato nepalese dichiaratamente omosessuale. Alle successive elezioni parlamentari del 2013 ha conseguito l'1% dei voti e tre seggi